# 福原あゆみ
福原あゆみ（ふくはら あゆみ、1984年1月4日 - ）は、日本の検察官、弁護士。

## 略歴
- 2006年3月 - 京都大学法学部卒業。
- 2007年9月 - 検察官任官。東京地方検察庁検事。
- 2008年 - 札幌地方検察庁検事。
- 2009年 - 広島地方検察庁検事。
- 2010年 - 法務省刑事局付。
- 2010年 - 行政官長期在外研究員制度（ミシガン大学ロー・スクールへ留学）。
- 2012年 - ミシガン大学ロー・スクール修了（LL.M.修得）。
- 2012年 - 横浜地方検察庁検事。
- 2013年4月 - 弁護士登録（第二東京弁護士会）。
- 2013年4月 - 伊藤見富法律事務所入所[2]。
- 2014年5月 - 大江橋法律事務所入所。
- 2016年2月 - 長島・大野・常松法律事務所入所。
- 2021年11月 - 株式会社霞ヶ関キャピタル社外取締役（監査等委員）。
- 2022年1月 - 長島・大野・常松法律事務所パートナー。
- 2022年3月 - 経済産業省サプライチェーンにおける人権尊重のためのガイドライン検討会委員[3]。

## 人物・主張
- 人権リスク（人権侵害のリスク）は、企業活動の変化（新製品の導入、新規プロジェクトの参入など）、地域における紛争の発生や政治情勢の変化により、変化する可能性があるため、人権デューデリジェンスは継続的な取り組みが重要だと述べている[4]。